# 개천절
개천절(한국 한자: 開天節)은 대한민국의 국경일 중 하나로, 날짜는 양력 10월 3일이다. 단군왕검이 고조선을 세운 것을 기념하는 한민족 고유의 명절이자 기념일이다. 하늘을 열었다는 ‘개천(開天)’이란 말은 환웅이 하늘에서 태백산의 신단수 아래로 내려온 것, 혹은 기원전 2333년에 단군이 고조선을 처음 건국한 것을 의미한다. 원래는 음력 10월 3일이었다. 이날에는 대한민국의 국기인 태극기를 게양한다.

## 역사
예로부터 함경도 지방 등에서는 음력 10월 3일에 단군 탄신일을 축하하는 ‘향산제(香山祭)’라는 이름의 제사를 올리는 풍습이 존재하였으며, 여기서 개천절의 날짜가 기원하였다.
1909년 1월 15일 나철을 중심으로 대종교가 다시 문호를 열자 개천절을 경축일로 제정하고 매년 음력 10월 3일 행사를 거행하였다. 이와 같은 행사는 일제의 압박을 받고 있는 한민족의 민족정신을 기르는데 기여하였다.
1919년 4월 11일 대한민국 임시정부가 수립되자 임시 정부에서는 이때부터 음력 10월 3일을 건국기념일로 제정하였다. 이는 당시 단군을 한겨레의 시조로, 고조선을 한민족 최초의 국가로 보는 보편화된 역사인식을 바탕으로 한 것이다.
광복 후 대한민국 정부 수립에도 이어져 1948년 9월 25일 '연호에 관한 법률'에서 단군기원(檀君紀元), 즉 단기를 국가의 공식 연호로 법제화하였다. 이후 1949년 10월 1일에는 '국경일에 관한 법률'을 제정하여 양력 10월 3일을 개천절로 정하여 현재에 이르고 있다. 개천절은 원래 음력이므로 대한민국 정부 수립 후에도 음력으로 지내왔는데 1949년 문교부가 위촉한 '개천절 음,양력 환용 심의회'의 심의결과 음, 양력 환산이 불가능하다는 이유와 '10월 3일'이라는 기록이 소중하다는 의견에 따라 음력을 양력으로 바꾸어 거행하게 되었다.
한편으로 대종교 측에서는 개천의 본래의 뜻이 단군의 건국일이 아니라 환웅(桓雄)이 천신(天神)인 환인(桓因)의 뜻을 받아 처음으로 하늘문을 열고 태백산 신단수(神壇樹) 아래에 내려와 홍익인간(弘益人間)·이화세계(理化世界)의 대업을 시작한 BC 2457년(上元 甲子年) 음력 10월 3일을 뜻한다고 보고 있다.

## 관련 풍습
개천절이라고 이름 붙이기 이전부터 한민족은 10월을 상달(上月)이라 부르며 제천행사를 치렀다. 개천의 핵심은 제천의식이다. 이 날은 하늘 앞에 자신을 돌아보고 홍익인간(弘益人間), 이화세계(理化世界)라는 고조선의 시조 단군의 뜻을 다시 상기하였다.
이러한 제천의식은 고조선 멸망 후, 고구려의 동맹(東盟), 부여의 영고(迎鼓), 동예의 무천(舞天), 마한과 변한의 계음(契飮) 등의 행사로 계승되었으며, 고려와 조선에서도 단군신앙을 이어나갔다. 개천절은 나라의 가장 큰 축제의 날로 이 날은 다함께 천제를 지낸 후, 함께 어울려 먹고 마시며 춤을 추고 놀았다고 한다. 그래서 이런 제천 의식은 본래 축제날과 같은 흥겨운 날이기도 하다.

## 개천절 노래
본래 대종교에서 부르던 노래였으나, 개천절을 국경일로 지정하면서 지금과 같이 바뀌었다.
정인보가 작사, 김성태가 작곡하였으며, 그 가사는 다음과 같다.

1절
우리가 물이라면 새암이 있고
우리가 나무라면 뿌리가 있다.
이 나라 한아버님은 단군이시니

2절
백두산 높은 터에 부자요 부부
성인의 자취 따라 하늘이 텄다.
이날이 시월 상달에 초사홀이니

3절
오래다 멀다 해도 줄기는 하나
다시 필 단목 잎에 삼천리 곱다.
잘 받아 빛내오리다 맹새하노니
— 개천절 노래

## 같이 보기
- 건국기념일
- 단군기원

## 참고 문헌
- 이 문서에는 다음커뮤니케이션(현 카카오)에서 GFDL 또는 CC-SA 라이선스로 배포한 글로벌 세계대백과사전의 내용을 기초로 작성된 글이 포함되어 있습니다.